# Nuno Mendes (football, 1978)
Pour les articles homonymes, voir Nuno Mendes.
Nuno Alexandre Pereira Mendes est un footballeur portugais né le 7 avril 1978 à Guimarães. Il évolue au poste de défenseur central.

## Biographie
Nuno Mendes joue dans un nombre incalculable de clubs : le Vitoria Guimarães, l'União Leiria, le Sporting Braga, le Moreirense FC, le Deportivo Aves, le RC Strasbourg, l'US Créteil ...
Au total, il dispute 32 matchs en 1re division portugaise et inscrit 3 buts dans ce championnat. Il joue également 7 matchs en Ligue 1 sous les couleurs du Racing Club de Strasbourg.
Nuno Mendes possède par ailleurs 4 sélections en équipe du Portugal des moins de 21 ans.

## Carrière
- 1996-1997 :  Vitoria Guimarães
- 1997-1998 :  Deportivo Aves
- 1998-1999 :  FC Felgueiras
- 1999-2000 :  Deportivo Chaves
- 2000-2001 :  RC Strasbourg
- 2001-2002 :  União Leiria
- 2002 :  Sporting Braga
- 2003-2004 :  Moreirense FC
- 2004-2005 :  CD Santa Clara
- 2005-2006 :  Plymouth Argyle
- 2006:  US Créteil-Lusitanos
- 2007:  FC Penafiel
- 2007-2008 :  Deportivo Aves
- 2009:  Moreirense FC
- 2009:  CD Trofense
- 2010:  Gondomar SC
- 2011-:  Valecambrense[1]

## Statistiques
- 32 matchs et 3 buts en 1re division portugaise
- 142 matchs et 10 buts en 2e division portugaise
- 24 matchs et 6 buts en 3e division portugaise
- 7 matchs et 0 but en Ligue 1
- 7 matchs et 0 but en Ligue 2
- 2 matchs et 0 but en Football League Championship